# Secretaria de Estado de Administração Penitenciária (Rio de Janeiro)
A Secretaria de Estado de Administração Penitenciária (SEAP) é uma das secretarias do Governo do Estado do Rio de Janeiro. Desde 2003 é o órgão responsável pelo sistema penitenciário e carcerário no estado do Rio de Janeiro. Foi criada através do Decreto nº 32.621, publicado no dia 1º de janeiro de 2003, a fim de dar um tratamento individualizado e específico ao sistema penitenciário fluminense.
A SEAP possui em sua estrutura, além de uma Subsecretaria Geral de Administração Penitenciária, as seguintes subsecretarias adjuntas: Administração e Gestão Estratégica; Gestão Operacional; Infraestrutura; e Tratamento Penitenciário. Tem ainda as seguintes coordenações de unidades prisionais, criadas com o objetivo de dar assistência mais personalizada às direções dos presídios: Gericinó; Grande Rio e Grande Niterói; e Norte/Noroeste. Além de ouvidoria e corregedoria próprias, a secretaria também possui os seguintes órgãos subordinados: a Fundação Santa Cabrini (FSC); o Conselho Penitenciário (CONPE); e o Fundo Especial Penitenciário (FUESP).

## Missão Institucional
Após amplo debate e análise do Decreto nº 33.164, de 12 de maio de 2003 e que estabelece e consolida a estrutura básica da Secretaria de Estado de Administração Penitenciária, foi delineada a seguinte declaração de missão da SEAP:
| “ | Planejar, desenvolver, coordenar e acompanhar as atividades pertinentes à Administração Penitenciária do Estado do Rio de Janeiro, no que concerne à custódia, reeducação e reintegração do preso à comunidade em conformidade com as políticas estabelecidas. | ” |

## Unidades prisionais

### Outras
As seguintes unidades prisionais localizam-se no estado do Rio de Janeiro e são administradas pela Secretaria de Estado de Administração Penitenciária, mas não situam-se no Complexo Penitenciário de Gericinó:
| Município             | Nome                                                                              | Endereço                                   | Bairro        |
| --------------------- | --------------------------------------------------------------------------------- | ------------------------------------------ | ------------- |
| Campos dos Goytacazes | Cadeia Pública Dalton Crespo de Castro                                            | Estrada de Santa Rosa, s/nº                | Codin         |
| Campos dos Goytacazes | Presídio Carlos Tinoco da Fonseca                                                 | Estrada de Santa Rosa, s/nº                | Codin         |
| Campos dos Goytacazes | Presídio Nilza da Silva Santos                                                    | Avenida Quinze de Novembro, nº 501         | Centro        |
| Itaperuna             | Presídio Diomedes Vinhosa Muniz                                                   | Avenida Zoello Sola, nº 100                | Frigorífico   |
| Japeri                | Cadeia Pública Cotrim Neto                                                        | Rua Florença, s/nº                         | Marajoara     |
| Japeri                | Presídio Milton Dias Moreira                                                      | Rua Francelina Ullmann, s/nº               | Marajoara     |
| Japeri                | Presídio João Carlos da Silva                                                     | Estrada Rio Bonito, s/nº                   | Marajoara     |
| Magé                  | Colônia Agrícola Marco Aurélio Vergas Tavares de Mattos                           | Rua Francelina Ullmann, s/nº               | Saco          |
| Magé                  | Cadeia Pública Hélio Gomes                                                        | Rua Francelina Ullmann, s/nº               | Saco          |
| Magé                  | Cadeia Pública Romeiro Neto                                                       | Estrada Rio Bonito, s/nº                   | Saco          |
| Niterói               | Penitenciária PM Francisco Spargoli Rocha                                         | Alameda São Boaventura, nº 773             | Fonseca       |
| Niterói               | Instituto Penal Edgard Costa                                                      | Rua São João, nº 372                       | Centro        |
| Niterói               | Cadeia Pública Constantino Cokotós (destinado a Policiais Civis e Penitenciários) | Rua Desidério de Oliveira, s/nº            | Centro        |
| Niterói               | Instituto Penal Ismael Pereira Sirieiro                                           | Alameda São Boaventura, nº 773             | Fonseca       |
| Niterói               | Hospital de Custódia e Tratamento Psiquiátrico Henrique Roxo                      | Rua Professor Heitor Carrilho, s/nº        | Centro        |
| Resende               | Cadeia Pública Luiz Fernandes Bandeira Duarte                                     | Estrada Bulhões Resende, km 6,8            | -             |
| Rio de Janeiro        | Instituto de Perícias Heitor Carrilho                                             | Rua Frei Caneca, nº 401 (fundos)           | Estácio       |
| Rio de Janeiro        | Presídio Evaristo de Moraes                                                       | Rua Bartolomeu de Gusmão, nº 1100 (fundos) | São Cristóvão |
| Rio de Janeiro        | Presídio José Frederico Marques                                                   | Rua Célio Nascimento, s/nº                 | Benfica       |
| Rio de Janeiro        | Instituto Penal Cândido Mendes                                                    | Rua Camerino, nº 41                        | Centro        |
| Rio de Janeiro        | Patronato Magarinos Torres                                                        | Rua Célio Nascimento, s/nº                 | Benfica       |
| Rio de Janeiro        | Casa do Albergado Crispim Ventino                                                 | Rua Célio Nascimento, s/nº                 | Benfica       |
| Rio de Janeiro        | Instituto Penal Oscar Stevenson                                                   | Rua Célio Nascimento, s/nº                 | Benfica       |
| Rio de Janeiro        | Presídio Ary Franco                                                               | Rua Monteiro da Luz, s/nº                  | Água Santa    |
| São Gonçalo           | Cadeia Pública Juíza Patrícia Acioli                                              | Rua Olegário Nascimento, s/nº              | Guaxindiba    |
| São Gonçalo           | Cadeia Pública ISAP Tiago Teles de Castro Domingues                               | Rua Olegário Nascimento, s/nº              | Guaxindiba    |
| Volta Redonda         | Cadeia Pública Franz de Castro Holzwarth                                          | Rodovia dos Metalúrgicos, s/nº             | Roma          |

## Lista de Secretários
A tabela abaixo lista os nomes dos titulares da Secretaria de Estado de Administração Penitenciária desde 2003, bem como as datas do início e do fim do mandato e o(a) governador(a) do estado do Rio de Janeiro no período:
| Nome                                   | Início do mandato     | Fim do mandato         | Governador(a)       |
| -------------------------------------- | --------------------- | ---------------------- | ------------------- |
| Astério Pereira dos Santos             | 1º de janeiro de 2003 | 31 de dezembro de 2006 | Rosinha Garotinho   |
| Cesar Rubens Monteiro de Carvalho      | 1º de janeiro de 2007 | 3 de abril de 2014     | Sérgio Cabral Filho |
| Cesar Rubens Monteiro de Carvalho      | 4 de abril de 2014    | 19 de março de 2015    | Luiz Fernando Pezão |
| Erir Ribeiro Costa Filho               | 19 de março de 2015   | 23 de janeiro de 2018  | Luiz Fernando Pezão |
| David Anthony Gonçalves Alves          | 25 de janeiro de 2018 | 31 de dezembro de 2018 | Luiz Fernando Pezão |
| André Cáffaro Andrade                  | 1º de janeiro de 2019 | 10 de janeiro de 2019  | Wilson Witzel       |
| Alexandre Azevedo de Jesus             | 10 de janeiro de 2019 | 26 de outubro de 2020  | Wilson Witzel       |
| Marco Aurélio Santos                   | 26 de outubro de 2020 | 29 de janeiro de 2021  | Cláudio Castro      |
| Raphael Montenegro Hirschfeld          | 29 de janeiro de 2021 | 16 de agosto de 2021   | Cláudio Castro      |
| Fernando da Silva Veloso               | 20 de agosto de 2021  | 1º de abril de 2022    | Cláudio Castro      |
| Julio Cesar da Cruz Freitas (interino) | 1º de abril de 2022   | 08 de abril de 2022    | Cláudio Castro      |
| Maria Rosa Lo Duca Nebel               | 8 de Abril de 2022    | em exercício           | Cláudio Castro      |